# Tvångsarbetsanstalt

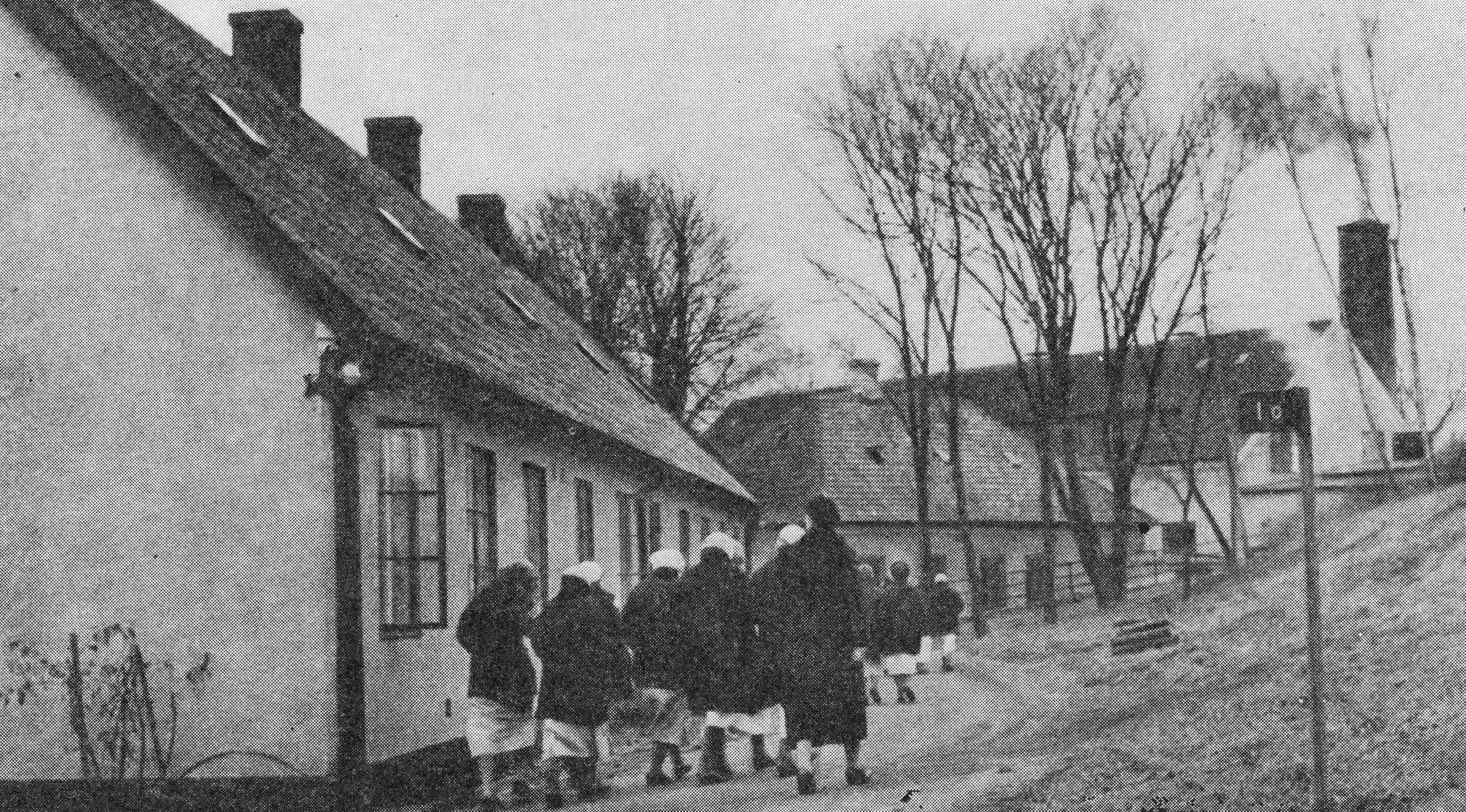
En bild på Statens tvångsarbetsanstalt från 1930-talets Landskrona.

Tvångsarbetsanstalt var enligt lagen angående lösdrivares behandling av den 12 juni 1885 avsedd att uppta personer dömda till tvångsarbete.
Dylik anstalt skulle vara så ordnad, att personer dömda för brott skildes från andra samt att de dömda var skilda efter kön, och hölls i lämpligt arbete efter olika arbetsförmåga. De allmänna tvångsarbetsanstalterna var på Svartsjö för män och i Landskrona för kvinnor. På Svartsjö sysselsattes tvångsarbetarna huvudsakligen med jordbruk och dithörande yrken, i Landskrona med sömnad och trädgårdsodling (medicinalväxter). Intill 1918 fanns tvångsarbetsanstalter även i Karlskrona för män och i Norrköping för kvinnor, båda upprättade av staten. Den starka nedgången i tvångsarbetarnas antal föranledde de sistnämnda anstalternas förändring till centralfängelser.
1885-06-12 tillkom en ny lag angående lösdrivares behandling (SFS 1885:27), som ersatte tidigare lagstiftning om laga försvar och försvarslösa personer. Enligt denna nya lösdriverilag skulle person, som "sysslolös stryker omkring från ort till annan" eller "undviker att efter förmåga söka ärligen försörja sig och tillika förer ett sådant levnadssätt, att våda därav uppstår för allmän säkerhet, ordning och sedlighet", efter varning dömas till tvångsarbete från en månad till tre år. Straffet skulle utdömas av länsstyrelse eller poliskammare och avtjänas vid allmän tvångsarbetsanstalt. Genom ett tillägg till fattigvårdsförordningen erhöll länsstyrelserna samtidigt möjlighet att utdöma tvångsarbete även enligt denna förordning. Se kungl förordningen 1885-0612 om ändring i förordningen angående fattigvården (SFS 1885:28).
I samband med lösdriverilagens ikraftträdande inrättades provisoriska tvångsarbetsanstalter vid vissa länsfängelse. Senare avlöstes dessa av särskilda anstalter, som enbart var avsedda för tvångsarbetare och som kom att ersätta de gamla kronoarbetsstationerna. Sålunda omvandlades Landskrona fängelse 1889 till tvångsarbetsanstalt, först för män, men från 1902 för kvinnor. De vid anstalten intagna kvinnorna var nästan uteslutande prostituerade, som dömts enligt lösdriverlagen. När tvångsarbetsanstalten i Norrköping indrogs 1918, blev Landskronaanstalten den enda anstalten i riket för kvinnliga lösdrivare.